# Bloedbad van Wassy

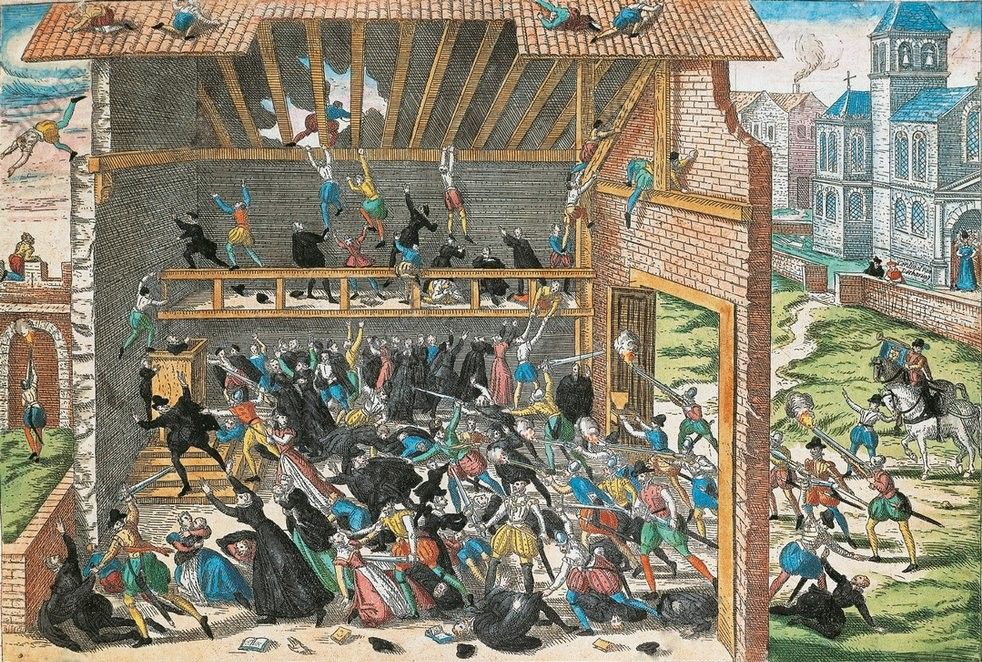
Bloedbad van Wassy in 1562, prent van Hogenberg.

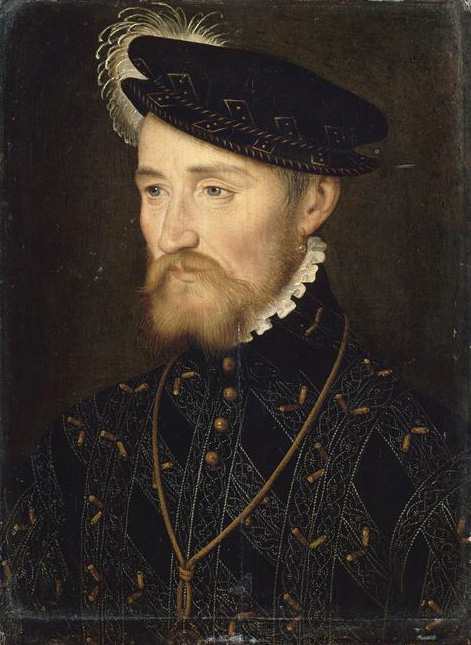
De hertog van Guise

Het Bloedbad van Wassy vond plaats op 1 maart 1562 bij Wassy in het vorstendom Joinville gelegen in de historische Franse provincie Champagne. Het was een reactie van de katholieke factie onder leiding van hertog Frans van Guise op het Edict van Saint-Germain (1562): het was een escalatie van provocaties. Zes weken voordien had de koning de hugenoten het recht op eredienst toegestaan buiten de steden. Deze gebeurtenis wordt gezien als eerste grote voorval in de Hugenotenoorlogen. De serie gevechten die volgden werden besloten met de ondertekening van het Edict van Amboise (of het pacificatie verdrag van Amboise) op 19 maart 1563.
Bij een rit van de hertog van Guise met zijn gevolg stuitten zij op een protestantse eredienst, die plaatsvond in een schuur binnen de stad en waaraan zo’n 700 mensen deelnamen. Enige aanhangers van de hertog probeerden de dienst te verstoren, maar werden uit de schuur gezet. Toen er een oproer ontstond, werd de hertog geraakt door een steen, waarop zijn aanhangers het vuur op de menigte openden. Hierbij vielen 60 tot 70 doden.

## Nasleep
Na dit bloedbad volgden andere incidenten, waaronder in Sens, waar kardinaal Guise, een broer van Frans van Guise, aanzette tot vervolging. Hoewel Calvijn maande tot kalmte, trokken ook de protestanten ten strijde, wat resulteerde in het begin van de Hugenotenoorlogen.